# 프랭크 울프
프랭크 울프(Walter Frank Hermann Wolff, 1928년 5월 11일 ~ 1971년 12월 12일)는 미국의 텔레비전 배우, 영화 배우이다.

## 영화
- 밀라노 칼리브로 9 (1972년)
- 아프리카의 부시우먼 2 (1971년)
- 메텔로 (1970년)
- 더 비러브드 (1970년)
- 코바리 (1970년)
- 아프리카의 부시우먼 (1970년)
- 7인의 특명대 (1968년)
- 애니원 캔 플레이 (1968년)
- 위대한 침묵 (1968년)
- 빌라 라이즈 (1968년) - 라미레즈 역
- 옛날 옛적 서부에서 (1968년) - 브렛 맥베인 역
- Il Tempo Degli Avvoltoi (1967년)
- 황야의 프로파이터 (1967년)
- 산 젠나로의 작전 (1966년)
- 주디스 (1966년)
- 보안관 장고 (1966년)
- 베로나의 재판 (1963년) - Count Galeazzo Ciano 역
- 아메리카 아메리카 (1963년)
- 나폴리에서의 4일 (1962년)
- 살바토레 줄리아노 (1962년)
- 아틀라스(영어판) (1961년)
- 스키 트룹 공격 (1960년)
- 비스트 프럼 혼티드 케이브 (1959년)
- 말벌 여자 (1959년)